# The Code Is Red… Long Live the Code
The Code Is Red… Long Live the Code — одиннадцатый альбом грайндкор-группы Napalm Death, выпущен 25 апреля 2005 года.
Некоторые издания альбома содержали бонусный диск, который содержал материал про многие дэт-метал-группы, например про группу Aborted. Первая песня на диске также «Silence Is Deafening».
На альбоме по сравнению с диском Order Of The Leech скорость незначительно снизилась, но зато резко возросла степень тяжести музыки.
В записи The Code Is Red… Long Live the Code принимало участие несколько гостевых вокалистов (на композициях «The Great and the Good», «Instruments of Persuasion», «Sold Short» и «Pledge Yourself to You»).
Видеоклип к заглавной песне «Silence is Deafening» с режиссёром Роджером Джонсоном было выпущен после этого года.

## Список композиций
1. «Silence Is Deafening» — 3:48
2. «Right You Are» — 0:52
3. «Diplomatic Immunity» — 1:45
4. «The Code Is Red…Long Live the Code» — 3:30
5. «Climate Controllers» — 3:06
6. «Instruments of Persuasion» — 2:59
7. «The Great and the Good» — 4:10
8. «Sold Short» — 2:47
9. «All Hail the Grey Dawn» — 4:13
10. «Vegetative State» — 3:08
11. «Pay for the Privilege of Breathing» — 1:46
12. «Pledge Yourself to You» — 3:14
13. «Losers» — 4:24 (доступно только на лимитированных версиях digipak)
14. «Striding Purposefully Backwards» — 2:53
15. «Morale» — 4:44
16. «Our Pain Is Their Power» — 2:10

- Японское издание содержит дополнительно композицию «Crash the Pose» (Gauze cover) (1:34) на 8 позиции.

## Над альбомом работали

### Постоянные участники
- Марк «Барни» Гринуэй — вокал
- Шэйн Эмбери — бас, ритм-гитара, дополнительный вокал
- Митч Харрис — гитара, дополнительный вокал
- Дэнни Эррера — барабаны

### Гостевые участники
- Джелло Биафра — вокал на песне «The Great and the Good» (вокалист панк-рок/хардкор группы The Dead Kennedys).
- Джейми Джаста — вокал на песнях «Instruments of Persuasion» и «Sold Short» (вокалист хардкор/металкор группы Hatebreed).
- Джефф Уокер — вокал на песне «Pledge Yourself to You» (также в своё время являлся автором обложки альбома Scum, является бас-гитаристом и вокалистом группы Carcass, играющей в жанрах дэт-метал/грайндкор/горграйнд).